# Grantham (Nou Hampshire)
Grantham és una població dels Estats Units a l'estat de Nou Hampshire. Segons el cens del 2000 tenia 2.167 habitants.

## Demografia
Segons el cens del 2000, Grantham tenia 2.167 habitants, 924 habitatges, i 707 famílies. La densitat de població era de 31,2 habitants per km².
Dels 924 habitatges en un 24,1% hi vivien nens de menys de 18 anys, en un 70,2% hi vivien parelles casades, en un 4,7% dones solteres, i en un 23,4% no eren unitats familiars. En el 19,2% dels habitatges hi vivien persones soles el 7,1% de les quals corresponia a persones de 65 anys o més que vivien soles. El nombre mitjà de persones vivint en cada habitatge era de 2,35 i el nombre mitjà de persones que vivien en cada família era de 2,67.
Per edats la població es repartia de la següent manera: un 19,9% tenia menys de 18 anys, un 2,9% entre 18 i 24, un 25,7% entre 25 i 44, un 29,7% de 45 a 60 i un 21,7% 65 anys o més.
L'edat mediana era de 46 anys. Per cada 100 dones de 18 o més anys hi havia 95,6 homes.
La renda mediana per habitatge era de 63.239$ i la renda mediana per família de 69.271$. Els homes tenien una renda mediana de 43.250$ mentre que les dones 34.773$. La renda per capita de la població era de 32.174$. Entorn de l'1,4% de les famílies i el 2,5% de la població estaven per davall del llindar de pobresa.